# Список физических журналов
Список физических журналов включает научные журналы и другие периодические издания, публикующие статьи и монографии по физике, распределённые по направлениям и по алфавиту.

## Физика
- Вестник МГУ. Серия 3. Физика и астрономия
- Журнал нано- и электронной физики
- Журнал Русского физико-химического общества
- Журнал технической физики (ЖТФ) (сайт журнала)
- Журнал экспериментальной и теоретической физики (ЖЭТФ)
- Известия высших учебных заведений. Физика
- Известия высших учебных заведений. Радиофизика
- Известия высших учебных заведений. Радиоэлектроника
- Вестник КазНУ им.аль-Фараби. Серия физика
- Квант
- Письма в Журнал технической физики (Письма в ЖТФ) (сайт журнала)
- Письма в Журнал экспериментальной и теоретической физики
- Теоретическая и математическая физика
- Успехи физических наук (УФН)
- Фізіка: праблемы выкладання
- Физика элементарных частиц и атомного ядра
- Acta Physica Polonica
- Advances in Physics
- American Journal of Physics
- Anales de Física
- Annalen der Physik
- Annales de Physique
- Annals of Physics
- Annual Review of Fluid Mechanics (сайт журнала)
- Applied Physics Letters
- Central European Journal of Physics
- Doklady Physics
- European Physical Journal — parts A-E, ST, AP
- EPL (бывший Europhysics Letters)
- Fizika (сайт журнала)
- Helvetica Physica Acta  ISSN 0018-0238.
- Journal de Physique IV — Proceedings
- Journal of Physics — parts A-D, G
- Journal of Applied Physics
- Nature Physics
- Nature Communications
- New Journal of Physics
- Physica Scripta
- Physical Review
- Physics Reports
- Physikalische Zeitschrift der Sowjetunion
- Journal of the Physical Society of Japan
- Journal of Experimental and Theoretical Physics
- Physics Today
- Reports on Progress in Physics
- Progress of Theoretical Physics
- Reviews of Modern Physics
- Technical Physics (Журнал технической физики) (сайт журнала)

 (недоступная ссылка)

## Акустика
- Акустический журнал
- Central European Journal of Physics (section Acoustics)
- Ultrasound in Obstetrics & Gynecology
- Ultrasonic Imaging
- Ultrasonic Sonochemistry (journal)(Ultrasonic Sonochemistry)
- IEEE Transactions On Ultrasonics, Ferroelectrics, And Frequency Control
- Journal of the Acoustic Society of America
- Journal of Ultrasound in Medicine
- IEEE Transactions on Audio, Speech & Language Processing https://web.archive.org/web/20090731112906/http://www.ewh.ieee.org/soc/sps/tap/]
- Journal of the Audio Engineering Society
- Journal of Clinical Ultrasound
- Phonetica
- Wave Motion
- Technical Acoustics

## Астрофизика
- Annual Review of Astronomy and Astrophysics (сайт журнала)
- Astronomical Journal (AJ) (сайт журнала)
- Astronomy and Astrophysics (A&A) (сайт журнала)
- Astrophysical Journal (ApJ) (сайт журнала) Архивная копия от 19 июня 1997 на Wayback Machine
- Astrophysics and Space Science (APSS) (сайт журнала) (недоступная ссылка)
- Central European Journal of Physics (section Astrophysics)
- Monthly Notices of the Royal Astronomical Society (MNRAS) (сайт журнала)
- Icarus (сайт журнала)
- Astrophysics (сайт журнала)

## Биологическая физика
- Biophysical Journal (сайт журнала)
- Biophysics (сайт журнала) (недоступная ссылка)
- Central European Journal of Physics (section Biological Physics)
- European Biophysics Journal (сайт журнала)
- Journal of Biological Physics (сайт журнала) (недоступная ссылка)

## Компьютерная физика
- Central European Journal of Physics (section Computational Physics)
- Computational Mechanics
- Computational Materials Science
- Computer Physics Communications
- Computers in Physics
- Computing in Science and Engineering
- International Journal of Modern Physics C (Computational Physics, Physical Computations)

## Медицинская физика
- Central European Journal of Physics (section Biological Physics)
- Medical Physics (сайт журнала) Архивная копия от 22 октября 2009 на Wayback Machine
- Physics in Medicine and Biology (сайт журнала)
- Journal of Applied Clinical Medical Physics (сайт журнала)
- Radiotherapy and Oncology (сайт журнала)
- International Journal of Radiation Oncology Biology Physics (сайт журнала)
- Magnetic Resonance in Medicine (сайт журнала)
- Radiotherapy and Oncology (сайт журнала)

## Оптика
- Оптика и спектроскопия (сайт журнала)
- Оптический журнал (сайт журнала)
- Advances in Atomic, Moceular, and Optical Physics (сайт журнала)
- Applied Physics B (сайт журнала)
- Applied Optics
- Central European Journal of Physics (section Optics and Lasers)
- Journal of Biomedical Optics
- Journal of Optics A: Pure and Applied Optics (сайт журнала)
- Journal of Physics B: Atomic, Molecular and Optical Physics
- Journal of the European Optical Society: Rapid Publications (сайт журнала)
- Journal of the Optical Society of America A (сайт журнала)
- Journal of the Optical Society of America B (сайт журнала)
- Nature Photonics (сайт журнала)
- Optics Communications (сайт журнала)
- Optics Express (сайт журнала)
- Optical Engineering
- Optics Letters (сайт журнала)
- Progress in Optics (сайт журнала)

## Статистическая и нелинейная физика
- Central European Journal of Physics (section Statistical Physics)
- Chaos (сайт журнала)
- Journal of Statistical Physics (сайт журнала) (недоступная ссылка)
- Journal of Statistical Mechanics (сайт журнала)
- Physica A

## Теоретическая физика
- Advances in Theoretical and Mathematical Physics (сайт журнала)
- Annales de l'Institut Henri Poincaré A
- Central European Journal of Physics (section Theoretical and Mathematical Physics)
- Classical and Quantum Gravity (сайт журнала)
- Communications in Mathematical Physics (сайт журнала)
- International Journal of Modern Physics A
- Journal of Mathematical Physics (сайт журнала)
- Nuclear Physics B (сайт журнала)
- Progress of Theoretical and Experimental Physics (сайт журнала)
- Journal of Experimental and Theoretical Physics
- Theoretical and Mathematical Physics (сайт журнала)
- Electronic Journal of Theoretical Physics (сайт журнала)

## Физика твердого тела и сверхпроводимости
Физика конденсированного состояния, твердого тела и сверхпроводимости
- Физика и техника полупроводников (сайт журнала)
- Физика и химия стекла (сайт журнала)
- Физика твёрдого тела (сайт журнала)
- Фундаментальные проблемы современного материаловедения (сайт журнала)
- Деформация и разрушение материалов (сайт журнала)
- Обзоры по высокотемпературной сверхпроводимости
- Applied Physics A (сайт журнала)
- Central European Journal of Physics (section Condensed Matter Physics)
- European Physical Journal B
- International Journal of Modern Physics B (сайт журнала)
- Journal of Physics and Chemistry of Solids (сайт журнала)
- Journal of Physics: Condensed Matter (сайт журнала)
- Journal of Non-crystalline Solids (сайт журнала)
- Journal of Magnetism and Magnetic Materials
- Modern Physics Letters B
- Nature Materials (сайт журнала)
- Philosophical Magazine (сайт журнала)
- Philosophical Magazine Letters
- Physica B (Condensed Matter)
- Physica C (Superconductivity)
- Physica E (Nanostructures)
- Physica Status Solidi A/B/C/RRL (сайт журнала) (недоступная ссылка)
- Physics of Fluids (сайт журнала)
- Physics of the Solid State (Fizika Tverdogo Tela) (сайт журнала)
- Science and Technology of Advanced Materials
- Semiconductors (Fizika i Tekhnika Poluprovodnikov) (сайт журнала) (недоступная ссылка)
- Solid State Communications
- Synthetic Metals

## Физика низких температур
- Journal of Low Temperature Physics (сайт журнала) (недоступная ссылка)
- Физика низких температур (сайт журнала)

## Химическая физика
- Физика горения и взрыва (Combustion, Explosion, and Shock Waves сайт журнала)
- Химическая физика (Russian Journal of Physical Chemistry B сайт журнала)
- Chemical Physics Letters (сайт журнала)
- Chemical Physics (сайт журнала)
- Journal of Chemical Physics (сайт журнала)
- Physical Chemistry Chemical Physics (сайт журнала)

## Ядерная физика
- Ядерная физика (сайт журнала)
- Atomic Data and Nuclear Data Tables
- Central European Journal of Physics (section Particle and Nuclear Physics)
- European Physical Journal A: Hadrons and Nuclei (сайт журнала)
- European Physical Journal C: Particles and Fields (сайт журнала)
- Journal of Physics G: Nuclear and Particle Physics
- Nuclear Physics A
- Nuclear Data Sheets
- Nuclear Instruments and Methods in Physics Research Section A: Accelerators, Spectrometers, Detectors and Associated Equipment
- Nuclear Instruments and Methods in Physics Research Section B: Beam Interactions with Materials and Atoms
- Physical Review C (сайт журнала)

## См.также
- Список медицинских журналов
- Список фармацевтических журналов
- Список химических журналов
- Список энтомологических журналов